# Păușești-Măglași
Păușești-Măglași là một xã thuộc hạt Vâlcea, România. Dân số thời điểm năm 2002 là 3843 người.